# Muzej na prostem Rogatec
Muzej na prostem Rogatec je največji slovenski muzej na prostem. 

## Muzej
Zaradi izjemnih lastnosti (kulturnih, etnoloških, krajinskih in zgodovinskih) ima izjemen pomen za celotno Slovenijo in je bil leta 1999 razglašen za kulturni spomenik državnega pomena. V njem je predstavljeno življenje kmetov in obrtnikov v 19. stoletju in na začetku 20. stoletja, predvsem s pobočij Boča, Donačke gore in Maclja. 
Poleg razstavljenih stavb in opreme v muzeju prirejajo razne delavnice, na katerih obiskovalcem, predvsem mladim predstavljajo delo, življenje in običaje naših prednikov.
- Pogled na stavbe
- Pogled na stavbe

## Stanovanjska hiša
Stanovanjsko hišo so kot prvi objekt postavili na sedanje mesto leta 1981 in je še vedno osrednji objekt muzeja. Pripadala je Šmitovi družini iz Tlak in je bila v celoti prenesena na območje muzeja. V tej hiši se je rodil tudi slovenski pesnik in prevajalec Jože Šmit. Je v celoti izdelana iz lesa in krita s slamnato streho. Stene so ometane z ilovico in prebeljene z apnom. Tla so ilovnata.
- Pogled na hišo
- Hiša z brajdo
- Slamnata streha
- Slamnata streha
- Žleb za deževnico
- Žleb za deževnico
- Zelenjavni vrt
- Zelenjavni vrt
- Tram z letnico gradnje
- Stenska ura
- Različne steklenice
- Različni pripomočki in orodje
- Postelja in zibka
- Postelji
- Postelja
- Skodelnik

## Gospodarsko poslopje
Gospodarsko poslopje je zidano v nadstropje. Namenjeno je bilo različnim namenom. V levem delu je bila vinska klet. Nad njo je bil pod, kjer so s cepci mlatili žito. V desnem delu je bil hlev (»štala«). V hiši je bil ilovnat pod, štala pa je imela lesene podnice, delno tudi zato, da se je hlev lažje čistil. Na sprednjem delu so late kot v kozolcu, ob sprednji steni je stiskalnica za grozdje.
- Gospodarsko poslopje
- Stiskalnica za grozdje
- Konjski komati
- Razni pripomočki

## Kozolec
Kozolci so slovenska posebnost, saj je v Sloveniji najbolj razširjen. V Rogatcu stoji najpopolnejši tip – dvojni kozolec ali toplar. Kozolec je bil namenjen sušenju sena in drugih pridelkov (koruze, ...). Pod kozolcem so kmetje spravljali vozove in razno orodje. Kozolec v muzeju je bil postavljen leta 1892 (o tem priča vrezana letnica na tramu) v vasi Prišlin na Hrvaškem. Posebnost so podporne rozete. Izdelane so v obliki stiliziranih S-linij in okrašene s šesterokotnimi rozetami (enako kot nosilni tram v hiši).
- Kozolec
- Sušenje koruznih storžev
- Okrašena podporna ročica

## Svinjak
V svinjaku je prostora za štiri prašiče. V podaljšku svinjaka je listnica. Sprednji del nadstropja ima late kot kozolec. V pokritem hodniku se še danes suši slama za popravljanje slamnatih streh. Na latah se suši repno in korenjevo listje za borno prehrano svinj pozimi. Svinjak, ki je razstavljen v muzeju so zgradili v petdesetih letih 20. stoletja po tradicionalni zasnovi. 
- Svinjak s slamo in listjem
- Svinjak
- Svinjak
- Sušenje slame za streho

## Čebelnjak
Čebelarstvo je vedno imelo pomembno vlogo v življenju Slovencev. Med so uporabljali kot sladilo, zdravilo in pomirjevalo. Iz voska so delali sveče. Iz medu so pekli pecivo in pripravljali različne pijače. Tudi Rogatec ima bogato čebelarsko tradicijo. Med obema vojnama je bila tudi v Rogatcu lectarija. Že v 19. stoletju je samostojen čebelnjak postal sestavni del kmetije. Na tem območju pod Donačko goro se do druge svetovne vojne niso uveljavili po ostali Sloveniji razširjeni panji »kranjiči« (uporabljali so predvsem slamnate koše – »korbiče«) in zato bi tu zaman iskali poslikane panjske končnice.

## Stranišče
Poljsko stranišče na »štrbunk« je bilo iz higienskih razlogov ločeno od stanovanjskega poslopja in praviloma povezano z gnojiščem.
- Čebelnjak
- Stranišče na »štrbunk«
- Vodnjak na »čapljo«

## Vodnjak
Vodnjaki panonskega tipa so bili razširjeni od Dunaja do Romunije. V nižjih predelih pod Donačko goro je bilo treba kopati le nekaj metrov do podtalnice. Kamen na drugi strani vzvoda je deloval kot protiutež in olajšal dviganje vedra z vodo.

## Kovačnica
V muzeju je rekonstrukcija Morderjeve kovačnice iz Dobovca. Stavba je enocelična. Ima pokrito lopo pred vhodom, ki je tudi ob dežju omogočala da so bili konji med podkovanjem na suhem. V kovačnici so predstavljeni vsi potrebni kovaški pripomočki.
- Kovaško nakovalo
- Delovna miza
- Delovna miza
- Vrtalni stroj
- Kovaško ognjišče

## Viničarska hiša
Rogatec je obdan z vinogradi. Delu podeželskega prebivalstva je pridelava vina pomenila dodaten zaslužek ali celo osnovo za preživetje (viničarji). Stavba v muzeju je posnetek originalne stavbe v vasi Dobrina pri Žetalah. Namenjena je gostinsko turistični dejavnosti muzeja. Okoli stavbe so brajde z vinsko trto.
- Viničarska hiša
- Gank
- Brajde
- Brajde
- Trtno listje
- Trtno listje
- Trtno listje